# 25867 DeMuth
25867 DeMuth è un asteroide della fascia principale. Scoperto nel 2000, presenta un'orbita caratterizzata da un semiasse maggiore pari a 2,2391595 UA e da un'eccentricità di 0,1558301, inclinata di 0,88066° rispetto all'eclittica.